# Ceretto Lomellina
Ceretto Lomellina (lombardul: Saré) település Olaszországban, Lombardia régióban, Pavia megyében. Lakosainak száma 184 fő (2023. január 1.). Ceretto Lomellina Castello d’Agogna, Castelnovetto, Mortara, Nicorvo és Sant’Angelo Lomellina községekkel határos.

## Népesség
A település lakossága az elmúlt években az alábbi módon változott:
| Lakosok száma | 188  | 195  | 184  |
|               | 2017 | 2018 | 2023 |